# Artemón de Casandrea
Artemón de Cassandrea (en en griego antiguo: Ἀρτέμων, lit. 'Artemon') fue un gramático de la antigua Grecia que seguramente vivió después del 316 a. C.
Le menciona Ateneo, que da el nombre de dos de sus obras: en griego antiguo: Περὶ βιβλίων συναγωγῆς, que sería quizás una relación de libros o una lista de libros donde se asignaba a cada título su autor; y en griego antiguo: Περὶ Βιβλίων χρήσεως. Seguramente también es el autor de una obra titulada en griego antiguo: Περὶ Διονυσιακοῦ συστήματος, que también cita a Ateneo. Se le atribuye también una obra sobre pintura (en griego antiguo: περὶ ζωγράφων).
Razonablemente, este Artemón es el mismo personaje que Artemón de Pérgamo (hubiera nacido en Casandrea y trabajado en Pérgamo), historiador citado en los escolios a Píndaro que habría vivido en el siglo II a. C.También se ha identificado con otro Artemón, citado por David de Nerken y Pseudo-Demetrio de Falero, que reunió las cartas de Aristóteles en ocho libros.